# St. Elmo (film af Vitagraph)
St. Elmo er en amerikansk stumfilm fra 1910.

## Medvirkende
- Florence Turner som Edna